# نام‌های دریای خزر

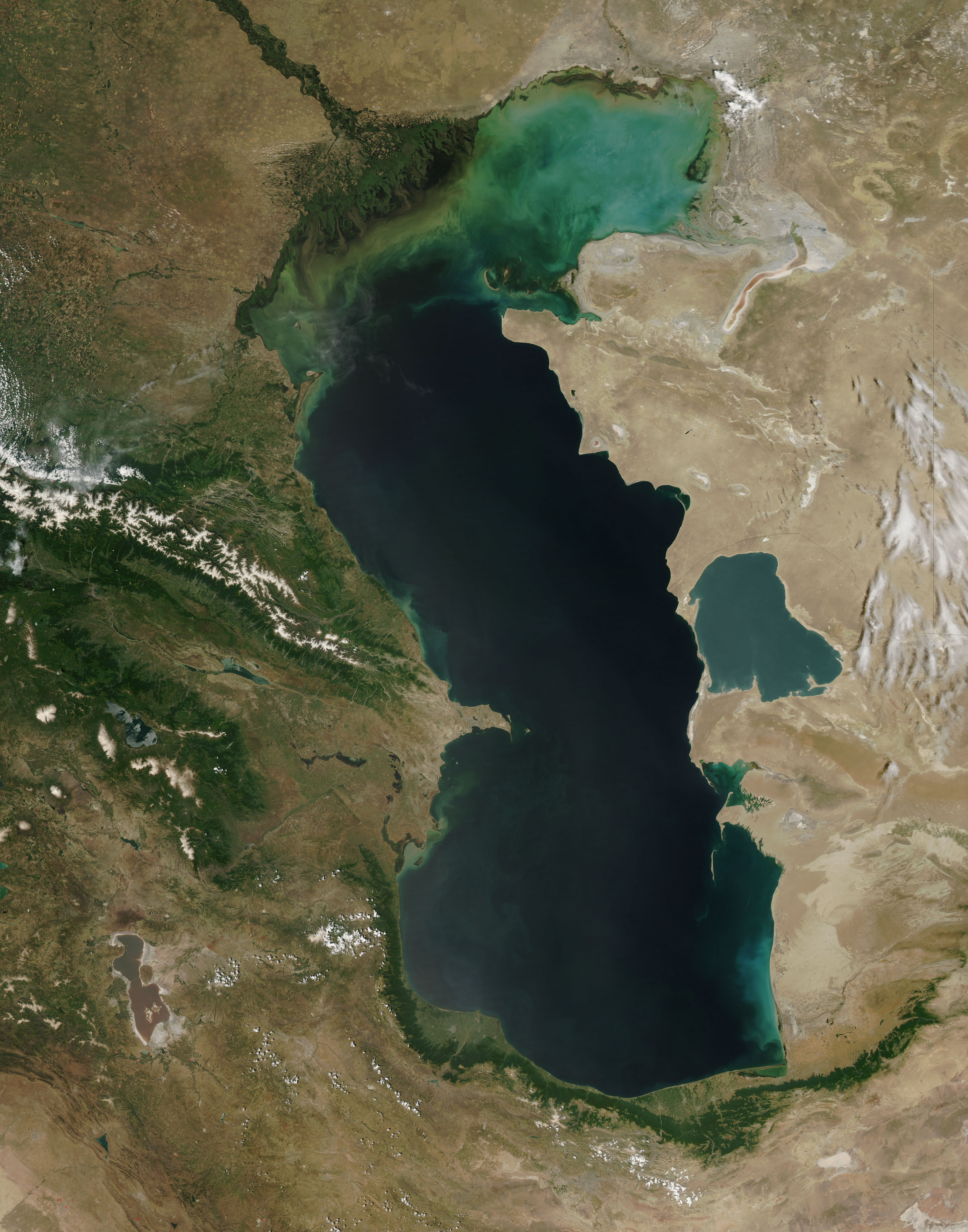
دریای کاسپی (دریای خزر، دریای مازندران)

در سال ۱۳۶۱ دولت نام دریای مازندران را نام رسمی اعلام کرد، ولی در بخشنامه دولتی سال ۱۳۸۱ نام رسمی دریای شمال ایران در مکاتبات فارسی دریای خزر و در مکاتبات انگلیسی Caspian Sea اعلام شد. برخی ایرانیان از ۱۳۱۶ این دریا را مازندران هم نامیده‌اند. نام دریای خزر و گاه دریای مازندران در ۵۰ سال گذشته در رسانه‌های گروهی ایران رایج بوده است. نام رسمی این دریا در فارسی خزر است. این نام تاریخی و رسمی رایج در فارسی در نام‌گزینی برای دیگر موارد مربوط به منطقه مانند خزرشهر و خزرخز نیز بازتاب یافته است. به دلایل تاریخی، نام دریای شمال ایران در بسیاری زبان‌های دیگر از نام قوم کاسپی گرفته شده است. همان‌گونه که در مورد بسیاری دیگر از عوارض جغرافیایی جهان رایج است برای این دریا نیز نام‌های متفاوتی در زمان‌های گوناگون استفاده شده است؛ ولی «دریای هیرکانی» و «دریای کاسپی» از نظر تاریخی در زبان‌های غربی مطرح‌تر بوده است. واژهٔ کاسپین، نمونهٔ انگلیسی‌شدهٔ واژهٔ کاسپی است. پسوند "an" در انتهای واژهٔ انگلیسی Caspian یک افزونهٔ انگلیسی است که نظیر آن در پایان واژه‌های Russian (روسی)، Mexican (مکزیکی)، American (آمریکایی) و غیره نیز یافت می‌شود.
نام دریای شمال ایران در زبان انگلیسی Caspian Sea است. این دریا در زبان کشورهای ساحلی آن مانند فارسی و ترکی آذربایجانی و غیره رسماً دریای خزر نامیده می‌شود و بحر قزوین در کشورهای عربی و بعضی کشورهای آفریقایی و مسلمان کاربرد دارد.
کاسپین شکل فرانسوی نام کاسپی نیز است که با پسوند فرانسوی ian- ساخته شده که پسوندی مربوط به زبان فارسی نیست.
نام‌های مشتق از کاسپی، در زبان‌های غیرفارسی هریک یا پسوند صفت‌ساز خود آن زبان‌ها به‌کار رفته است، ازجمله «کَسپین» انگلیسی، «کاسپین» فرانسوی، «کاسپیشه» آلمانی، «کاسپیسه» هلندی و «کاسپیسکی» روسی. کاسپی‌ها مردمانی غیر هندواروپایی و غیر آریایی بودند که از هزاره دوم پیش از میلای تا دوره ساسانی، اشاره‌هایی به حضور آن‌ها در بخشی از منطقه قفقاز شده است. کسپین/کاسپین، صفت وصفی یا نسبتی در زبان‌های انگلیسی و فرانسوی است برای «کاسپی» است. اگر بخواهیم به‌صورت مفرد با پسوند فارسی، آنرا تلفظ کنیم، به دلیل گرفتن «یای نسبت» باید «کاسپی» بگوییم و آوردن شکل کاسپین در فارسی نادرست است، همان‌گونه که بقیهٔ کشورها این دریای را با پسوند خود بیان می‌کنند. نام دریایٔ «کاسپی» در زبان یونانی Kaspia Thalassa، لاتینی Mare Caspium و در آلمانی Caspisches see در انگلیسی Caspian Sea است.
همان‌گونه که در مورد بسیاری دیگر از عوارض جغرافیایی جهان رایج است، برای دریای شمال ایران نیز نام‌های متفاوتی در زمان‌های گوناگون استفاده شده است. در زبان‌های ترکی نام دریای خزر رایج است، همچنین در زبان فارسی نیز نام‌های دریای خزر و دریای مازندران کاربرد دارد. امروزه نام رسمی آن در زبان عربی بحرالقزوین است اما در متن‌های قدیمی تر نام‌های دیگر و به‌خصوص بحر خزر نیز بکار رفته است.
وجود بیشتر از ۴۰ نام در طول تاریخ برای این دریا نشانگر قدمت تمدن و کثرت اقوام و شهرنشینان کرانه این دریا است. نام‌های مختلف این دریا از ۵ منبع اصلی ریشه گرفته‌اند:
1. نام اقوام ساکن در کرانه‌ها، مانند: خزر، کاسپی‌ها، تپور، آماردها، کادوسیان، هیرکانیا
2. نام شهرهای اطراف، مانند: گمیشان،کمیش تپه، ساری، بادکوبه، گرگان
3. نام ایالت‌های اطراف، مانند: هیرکانه، تبرستان، مازندران، خراسان، گیلان، آذربایجان
4. نام دریاهای دیگر به اشتباه، مانند: خوارزم، فارس
5. نام‌های مترادف با دریا در زبان‌های مختلف، مانند: درا، دریا، زرایه

در زمان قدیم، معمولاً پدیده‌های جغرافیایی و دریاها را به نام اقوام یا شهرهای مهم یا فرمانروایان اطراف، نام‌گذاری می‌کردند، از جمله تبرستان، ساری، گرگان، کاسپین، قزوین، هیرکانی، تپور، گیلان، دیلم، آلبان، باکو، شیروان.

## در ایران
کمیته تخصصی نام‌نگاری و یکسان‌سازی نام‌های جغرافیایی ایران در جلسه مورخ ۱۳۸۱/۹/۱۸ این کمیته مستقر در سازمان نقشه‌برداری کشور متن ذیل را به تصویب رساند: 
جهت جلوگیری از هرگونه سوء تفاهم احتمالی و جلوگیری از تشتت آراء در زمینه نام پهنه آبی شمال کشور، از نام «خزر» در داخل کشور و Caspian در متون خارجی، قراردادها و معاهدات بین‌المللی استفاده گردد.
علت صدور این مصوبه آن بودکه در داخل کشور بعضی از وزارتخانه‌ها و سازمان‌ها برای دریای شمال ایران نام‌های جداگانه‌ای بکار می‌برد که این مغایر با مصوبات سازمان ملل و سازمان هوانوردی بین‌المللی و دریانوردی بین‌المللی بود. بنا بر استعلامی که از وزارت خارجه به عمل آمد، آن وزارت‌خانه اعلام کرد نام انگلیسی دریای شمال ایران Caspian Sea است و نام آن در زبان ترکی و فارسی خزر و در زبان عربی هر دو نام قزوین و خزر بکار می‌رود و در تمام اسناد بین‌المللی که یک طرف آن ایران بوده همواره نام خزر بکار رفته است و دریای مازندران هم یک نام محلی است که فقط درایران گاهی در متون رسمی بکار می‌رود.
به گفته «محمد عجم»، حقوقدان، در ایران کاسپی را هم می‌توان به‌کار برد.

## نام‌های اصلی
در گذشته تاریخ نویسان و جغرافی‌نگاران دریاها را با نام اقوام ساکن ساحل آن‌ها مشخص می‌کردند. این شیوه نه تنها در ایران بلکه در غرب آسیا و اروپا رایج بود. با پیشرفتهای بعدی در دانش جغرافیا از تعدد نامها کاسته شد. در نوشته‌های مؤلفان مشهور یونان و روم به جز نام مشهور هیرکانی، به سبب آشنایی بیشتر با نواحی غربی دریای شمال ایران آن را کاسپی، گاه دریای اسکیت‌ها (سکاها) و دریای آلبانیا نامیدند، ولی جغرافی نویسان ایران و سرزمین‌های نزدیک به آن جز نام مشهورتر هیرکان (جرجان) به دلیل آشنایی بیشتر با اقوام ساکن کرانه جنوبی آن را با نام اقوام ساحلی مشخص می‌کردند. از آثار جغرافیایی ایران باستان منابعی بر جای نمانده ولی در آثار نخستین سده‌های اسلامی، مسعودی در ذکر نام دریای شمال ایران از دریای خزری، باب و ابواب (دربند قفقاز)، و دریای ارمینیه (ارمنستان)، آذربایجان، موقان، گیل (گیلان)، دیلم، آبسکون و به دیگر سخن ساحل گرگان و طبرستان و دیگر اقوام غیر عرب نام می‌برد که بر کرانه‌های آن سکنی دارند و می‌گوید به دلیل پیوستگی به خوارزم خراسان بعضی بدان دریای خراسان می‌گویند. در کتابی دیگر او می‌نویسد که دریا معروف به بحر باب والابواب و خزر و گیل و دیلم و طبرستان است و اقسام طوایف ترک بر ساحل آن سکنی دارند. او از معدود دانشمندانی ست که دریای شمال ایران را دریاچه (بحیره) نامید و نوشت که بزرگ‌ترین دریاچه جهان است.
محمد بن موسی خوارزمی، در نقشه جهان این دریا را دریای جرجان نامیده است. او این دریا را با نام‌های دریای خوارزم، دریای گرگان، دریای طبرستان و دریای دیلم معرفی کرده و این نام را متعلق به دریای واحدی دانسته است. «بحر خوارزم و بحر جرجان و طبرستان و الدیلم واحد».
با گذشت زمان نام خزر هم بر این دریا نهاده شد و در ردیف نام‌های متعدد این دریا قرار گرفت.

### دریای خزر

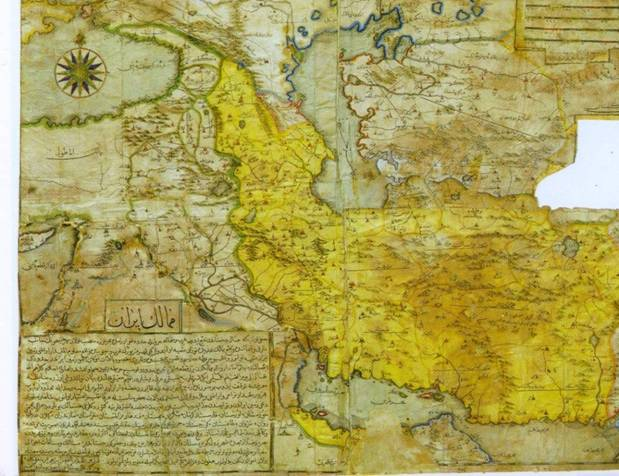
بحر خزر در نقشه عثمانی

در هیچ‌یک از نوشته‌های مؤلفان شرقی و غربی دوران پیش از اسلام نامی از «خزر» بر دریای شمال ایران دیده نشده است. در نوشته‌های مؤلفین اسلامی، این دریا در کنار نام‌های دیگر، خزر هم نامیده شده است. تا پیش از حمله عرب به قفقاز در اسناد دیده نشده این دریا را «دریای خزر» بنامند.
در آغاز سدهٔ هفتم میلادی قوم خزر در دشت‌های سفلای رود تِرِکْ و رود ولگا و شمال قفقاز سکنی داشتند.

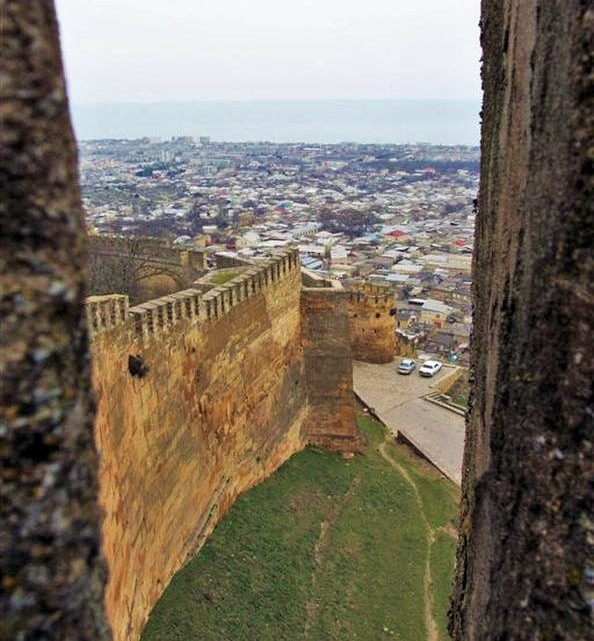
حصار دربند در قفقاز برای جلوگیری از هجوم خزرها به ایران در دوره باستان

خزرها در بین شمال غربی دریا و دریای سیاه سکونت داشتند و به دین یهودیت گرویده بودند. بنا به منابع تاریخی، آنان از نژاد زرد (اصفر) بودند. قوم خزر گاه‌وبیگاه به ایران و اقوام همسایه حمله می‌کردند و همسایه‌ها از دست آن‌ها و وحشی گری قوم خزر آسایش نداشتند و پیوسته از تجاوزات قوم خزر در وحشت به سر می‌بردند. آن‌ها در زمان سقوط ساسانیان حکومت قدرتمندی تشکیل دادند و با اعراب جنگ‌های خونینی داشتند. خزرها به همراه دیگر اقوام بیابان‌گرد شمال قفقاز، در زمان ساسانیان، بارها و بارها به سرزمین ایران می‌تاختند و پس از حضور کوتاه مدت خود معمولاً به دست سپاه ساسانی از مرزهای ایران بیرون رانده می‌شدند. این قوم هم‍واره با بیزانس بر ضد ایران هم‌پیمان بود.
بنای استحکامات بزرگی چون شهر دربند در شمال قفقاز در عهد ساسانیان، که برای جلوگیری از حملات خزران صورت گرفت، هنوز پا برجاست. و کوتاه‌سازی دست ایرانیان از این دریا برمی‌گردد. بنای استحکامات بزرگی چون شهر دربند یا (باب‌الابواب) در شمال قفقاز در عهد ساسانیان، که برای جلوگیری از حملات خزران صورت گرفت، هنوز پا برجاست. به نوشته عنایت‌الله رضا، «خزران»، در زمان خسرو انوشیروان در قرن ششم میلادی از بقایای آن‌ها به ناحیه شمال قفقاز آمدند و به‌طور کلی در منطقه بخش وسطا و جنوبی رود ولگا زندگی می‌کردند و این، هیچ ربطی به دریای شمال ایران نداشته و فاصله قوم خزر تا این دریا بسیار زیاد بوده است. او با اشاره به بررسی‌هایش برای پی بردن به دلیل نام‌گذاری دریای شمال ایران به نام خزر و آوردن اسم خزر در متون عربی، معتقد است: تا قرن چهارم هجری قمری اصلاً نام خزر بر دریای شمال ایران گذاشته نشده است؛ مثلاً در کتاب «خوارزمی» و «فضلان» اصلاً اسمی از خزر نیست. در دوره بنی‌امیه که حاکمان عرب، قفقاز را گرفتند، گروه مقابل خزر که با رم شرقی و بیزانس متحد بود، هنوز به‌طور کامل شکل نگرفته بود و غارتگری می‌کرد؛ از طریق رود کر به عرب‌ها حمله کرد. عرب‌ها به این دلیل که آن‌ها از رود کر حمله کردند، گمان کردند، از دریا به این رود آمده‌اند، پس استنباط کردند که گویا این دریا، دریای خزر است. به همین دلیل، آن را بر مبنای گفته‌ها، «بحر الخزر» نامیدند.
نام خزر برای نخستین بار در کتاب «حدود العالم» و در کنار نام دریای جرجان، طبرستان و دیگر نام‌ها ذکر شده است.
اما در متون غربی قدیم، دو نام مشهور «هیرکانی و «ورکانه» تغییر یافته از گرگان و معرب آن به صورت ارقانی بکار رفته بعدها در دوره اسلامی عرب‌ها آن را مستقیماً از گرگان به صورت «جرجانیه» بکار بردند و «کاسپی» نیز از نام‌های بسیار کهن بجا مانده است.
از جمله در معجم البلدان یاقوت حموی آمده است: بحر خزر همان بحر طبرستان وجرجان و آبسکون است همه این‌ها یک دریا است، بحر خراسانی وجیلی هم گفته شده است، و حمزة اصفهانی نوشته است: اسم آن به فارسی" زراه أکفودة " یا "أکفودة دریاً است و ارسطو گفته است أرقانیا (هیرکانی-گرگان) بعضی گفته‌اند خوارزم و إصطخری گفته است بحر خزر. در شرقی آن دیلم و طبرستان وجرجان (گرگان) است و در غرب آن آلان من جبال قبق (احتمالاً قبچاق) تا حدود السریر وبلاد خزر و در جنوبی آن الجیل (گیل) وبعض دیلم است، وبحر خزر به دریاهای دیگر وصل نیست. بر خلاف بحر القلزم وبحر فارس ته آن گل و لای است و (نه ماسه و صخره) در بحر فارس بعضی جاها ته دریا دیده می‌شود به دلیل زلال بودن ولی خزر زلال نیست و در آن لوءلوء وجود ندارد جزایر آن برخلاف جزایر بحر فارس و بحر روم مسکونی نیست."
دریاهای سیاه و آزوف هم در روزگار فعالیت خانات خزر، خزر نامیده شده‌اند.

### کاسپین
کاسپین نامی است که اروپائی‌ها و دیگر مردمان جهان برای دریای شمال ایران به‌کار می‌برند. فارسی زبانان نیز از جمله تاجیکان آن را هم «کاسپین» می‌نامند. کاسپین خود از نام قوم کاسپی (یا کاسّی) گرفته شده است که قبل از آریایی‌ها در سواحل جنوب غربی دریای کاسپین جایی در شمال یا جنوب رود کر واقع در قفقاز جنوبی می‌زیستند. اکثر محققان کاسپی را با پایتاکاران که سرزمینی ما بین دو رود کُر و ارس بود یکی می‌دانند.
به اعتقاد ارنست هرتسفلد برخی منابع کاسی‌ها و کاسپی‌ها را دو قوم نام برده‌اند اما بنظر می‌رسد این دو نام هر دو یک ریشه داشته باشد. به گفته یوزف مارکوارت کاسی‌ها همچون تپورها قومی گسترده پیش از آریایی‌ها بوده‌اند که به وسیلهٔ اقوام مهاجر ایرانی به نواحی کوهستانی عقب رانده شدند. بنابر جلد دوم کتاب تاریخ ایران کمبریج کاسی‌ها در سده ۱۸ پیش از میلاد در منطقه لرستان امروزی زیست می‌کردند و بازماندگانی از این مردم تا دوره اسکندر مقدونی با نام کاسایی (Cossaei) در منطقه زاگرس حضور داشتند.
دیاکونوف تاریخ ظهور قوم کاس را قرن هجدهم قبل از میلاد می‌داند و منشأ آن را ارتفاعات زاگرس می‌داند.
کهن‌ترین سند مکتوب زبان فارسی، شاهنامه کوس را جائی در طبرستان یعنی مازندران فعلی در نزدیکی شهر آمل توصیف می‌کند. فردوسی در شاهنامه ضمن توصیف سرگذشت فریدون، او را مدتی مقیم کوس می‌داند و چنین می‌سراید:
| وزان پس فریدون به گرد جهان  |  | بگردید و آشکار به گرد جهان  |
| ز آمل گذر سوی سوی تمیشه کرد |  | نشست اندر آن نامور بیشه کرد |
| کجا کز جهان کوس خوانی همی   |  | جز این نام نیزش ندانی همین  |

کوس‌رز آمل، کاسِ ناتل‌کنار نور، کاسگرمحله نور، کاسمان کلای بابل و کَسلیان سوادکوه از نام‌های برگرفته از قوم کاس در سرزمین باستانی تپورستان و مازندران می‌باشد.
به گفته علی‌اصغر یوسفی‌نیا نام کاس در زبان طبری به عنوان صفت برای هرچیز بی‌رنگ گرفته تا چشمان کبود و زاغ و دودی روشن استفاده می‌شود.
«سی» در زبان گیلکی به معنی صخره (مثال: در سی‌پورد و سی‌بون و…) و «پی» به معنی جلگه است و به این صورت کاس‌های ساکن جلگه کاسپی‌ها نام گرفته‌اند.
برتولت - یکی از بزرگ‌ترین خاورشناسان جهان - در نوشته‌هایش، «کاسپ» را جمع «کاس» خوانده و نوشته است، اسم این قوم «کاس» بوده است. در گیلان هنوز هم این نام مانند «کاس آقاً و» کاس خانوم «برای افراد سفیدرو وجود دارد. این اصطلاح هنوز در گیلکی وجود دارد؛ و نیز گیلکها برای اشاره به زمان بسیار قدیم از عبارت «کوسپیت ایام» که در واقع کاسپت ایام و به معنی دوران کاسپت‌ها می‌باشد استفاده می‌کنند. همچنین در متون جغرافیایی جهان در نوشته‌های استرابو، هرودت و دیگران، نام هیرکانی‌ها و کاسپی وجود دارد. نام هیرکانی را مردمی که در شرق این دریا زندگی می‌کردند، بیش‌تر به‌کار می‌بردند و مردمی که در غرب این دریا زندگی می‌کردند، نام «کاسپی» را بیش‌تر استفاده می‌کردند. به همین دلیل، در متون دوره اشکانی - از جمله نوشته استرابو - هر دو نام هیرکانی و کاسپی دیده می‌شود و در عین حال، نقشه‌های جغرافیایی اروپایی بیشتر کاسپین را نشان می‌دهند و متن‌های عربی معرب شده کاسپین را به صورت قزبین و قزوین بکار برده‌اند.
نام «کاسپی» یا دیگر نام‌های قدیمی دریای شمال ایران گاهی به دریای خزر یا دریای مازندران توسط برخی مترجمان ایرانی در دو قرن اخیر ترجمه شده است.
در خصوص ریشه کاسپین اتفاق نظر وجود نداردبعضی آن را از کاوسپی به معنی گاوسپید دانسته‌اند که به یکی از اقوام منطقه گفته شده است. بعضی آن را نام دو قوم می‌دانند اما آنچه اتفاق وجود دارداین است که کاسپی و کاسپیان به یک قوم گفته می‌شده که بداخل فلات ایران مهاجرت کرده‌اند.
به نوشته عنایت‌الله رضا: 
در ترجمه فارسی تعدادی از کتاب‌ها و نوشته‌ها، در برخی کتاب‌ها وقتی به نام مازندران برخورد می‌کنیم، با مراجعه به منبع اصلی متوجه می‌شویم، مترجم نام مازندران یا خزر را به‌جای نام کاسپی، طبرستان یا هیرکانی آورده است. درحالی که در هزاره دوم پیش از میلاد اصلاً خزرها وجود خارجی نداشتند. وقتی قومی وجود خارجی ندارد، به چه دلیلی کاسپی، خزر نوشته می‌شود؟ این کار سبب گمراهی خواننده می‌شود.
 «کاسپین»، اصطلاحی است که فرانسوی‌ها و انگلیسی‌ها برای دریای شمال ایران به‌کار می‌برند و ایرانیان نیز به غلط آن را «کاسپین» می‌نامند. «کاسپین» چون با پسوند توسط انگلیسی‌ها و فرانسوی‌ها گفته می‌شود، «کاسپین» بیان می‌شود، درحالی که اگر بخواهیم با پسوند فارسی «کاس» را تلفظ کنیم، به دلیل گرفتن «یای نسبت» باید «کاسپی» بگوییم، همان‌گونه که بقیه کشورها این دریا را با پسوند خود بیان می‌کنند. نام دریای «کاسپی» در زبان یونانی Kaspia Thalassa، لاتینی Mare Caspitum و انگلیسی Caspian Sea است. اگر بخواهیم به صورت مفرد با پسوند فارسی، آن را تلفظ کنیم، به دلیل گرفتن «یای نسبت» باید «کاسی» یا «کاسپی» بگوییم، همان‌گونه که بقیهٔ کشورها این دریای را با پسوند خود بیان می‌کنند. نام دریایٔ «کاسپی» در زبان یونانی Kaspia Thalassa، لاتینی Mare Caspium و در آلمانی Caspisches see در انگلیسی Caspian Sea است. به‌طور کلی دو نام «هیرکانی‌ها» و «کاسپی» قدیمی‌ترین نام‌های این دریا هستند و آنهارا باید اساس گرفت.
رضا به‌طور کلی دو نام هیرکانی‌هاً و کاسپی را اساس می‌گیرد. وسیع نبودن گستره اقوام شرقی ایران برای نگه‌داشتن نام هیرکانی‌هاً و تبدیل این نام در عربی به «جرجانیه» از دلایل متروک شدن نام هیرکانی در متون جغرافیایی غربی است و به همین دلیل، نام هیرکانی جای خود را به نام اصلی دریای شمال ایران، یعنی کاسپی داد.

### هیرکان/ گرگان

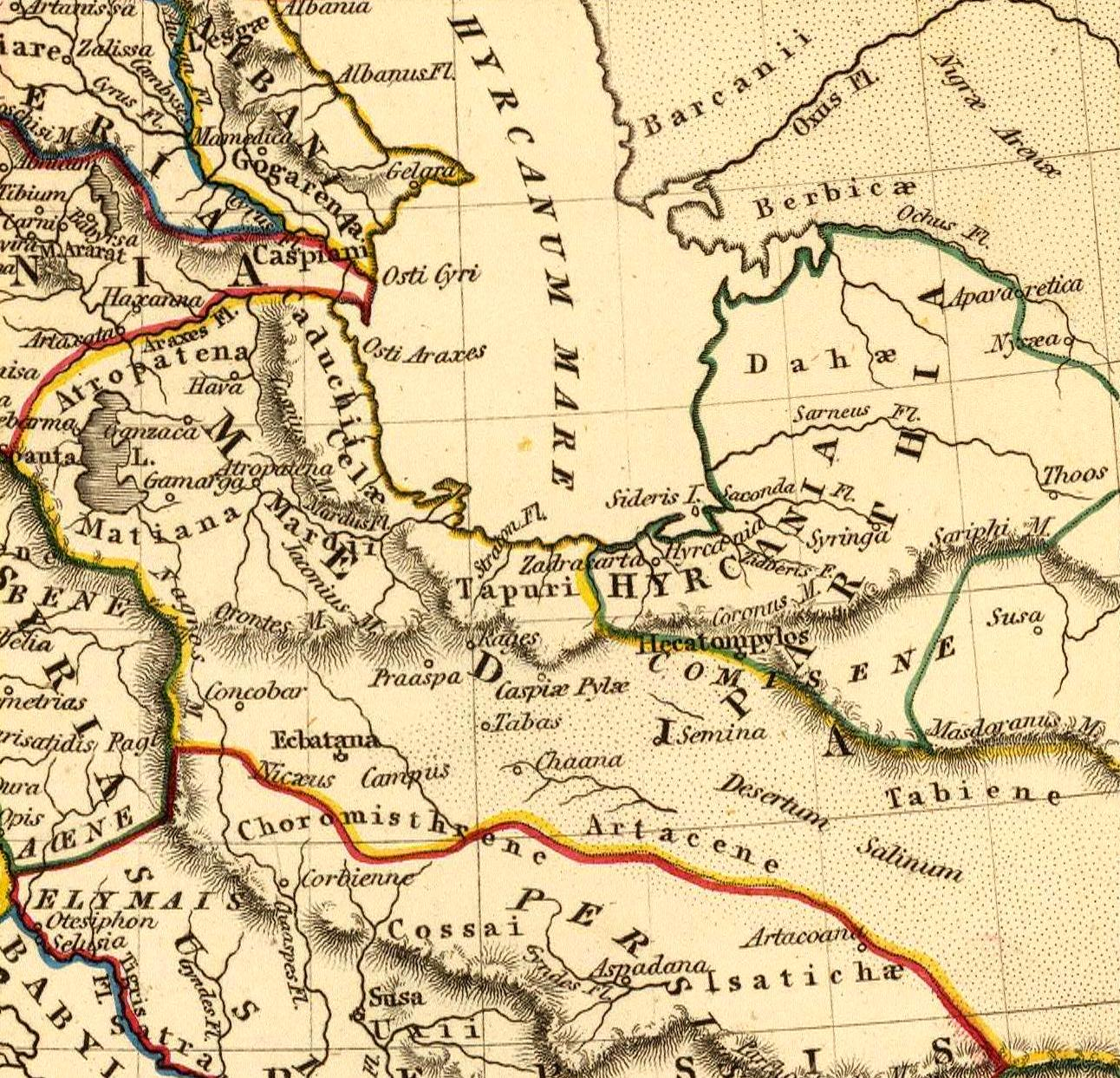
دریا هیرکانی

دریای گرگان یا دریای ورکانه قدیمی‌ترین نام ثبت شده دریای شمال ایران است. نام این دریاچهٔ بزرگ در عهد هخامنشیان و همچنین اشکانیان است که در واقع یک ساتراپی (شهربانی یا در واقع استانداری امروزین) بوده است. ورکانه نام پارسی آن و هیرکانیا ([Hyrcania]) نام یونانیش می‌باشد. این نامگذاری بدان جهت است که ورک به معنی گرگ در طبری (ورگ گفته می‌شود) امروزین و ورکانه به معنی همان گرگان است و هیرکانیا گرگان بزرگ‌ترین و آبادترین شهر در اطراف آن دریا بود. نام یونانی آن هیرکانیا (Hyrcania) نامی علمی است که غربیان به جنگل‌ها و ببرهای شمال ایران داده‌اند. اعرابی که به تازگی به ایران تاخته بودند آن را دریای گرگان (بحر جرجان) می‌نامیده‌اند.

### تپورستان/تبرستان

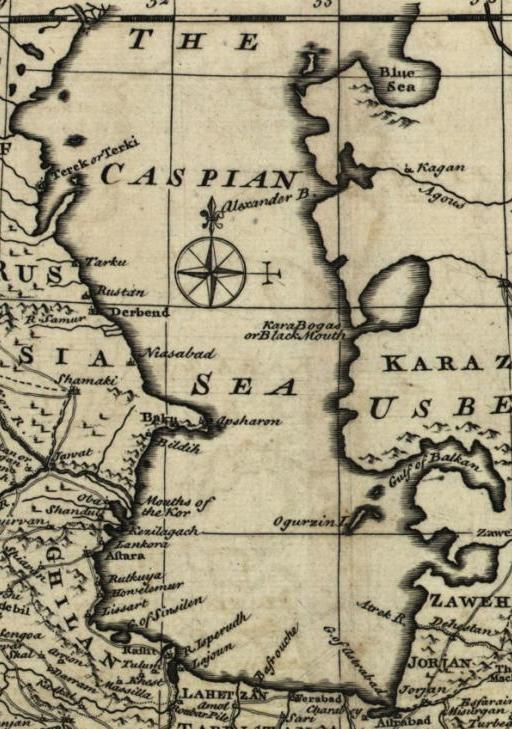
نقشه دریای خزر در نقشه ایران در دوره افشاریه

دریای تپورستان، تبرستان یا طبرستان نام دیگری است که در منابع کهن آمده است. نام طبرستان پیش از اسلام بصورت تپورستان بود که ریشه در نام قوم تپور دارد که در شمال ایران سکونت داشتند و پس از اسلام طبری نام گرفتند. در اسنادی که در مؤسسات تاریخ‌شناسی روسیه است آمده که نوجین زیس در قرن دوازدهم نوشته است که ایرانیان این دریا را قرن‌ها دریای تبرستان می‌خواندند، ولی چون واژهٔ مازندران میان بومیان تبرستان جایگزین گشته، آن را دریاچهٔ مازندران (دریاچه مازندران! در این جمله ترجمه مشکوک است) می‌خوانند،
علی‌رغم اینکه در اسطوره‌ها نام مازندران بسیار کهن است و نام اسطوره دریای مازندران هم در نگهبان دریای مازندران آمده اما نام دریای مازندران برای دریای شمال ایران در دویست سال اخیر در نقشه‌ها رایج شده است. نام دریای مازندران و دریای خزر در ۵۰ سال گذشته در رسانه‌های گروهی ایران رایج بوده و در سال ۱۳۶۱ دولت نام دریای مازندران را نام رسمی اعلام کرد. اما همچنان هر دو نام به‌طور متناوب بکار می‌رفت. دومین همایش همایش ژئوماتیک اردیبهشت ۱۳۸۲ سازمان نقشه‌برداری کشور دبیرخانه کمیته یکسان‌سازی نام‌های جغرافیایی. مقاله «اسامی جغرافیایی باستانی میراث بشریت پژوهشی در مورد دو نام خلیج فارس و خزر و چالشهای فراروی.».

نقشهٔ بازسازی شدهٔ علویان تبرستان از روی یک نمونهٔ قدیمی. در این نقشه، عبارتِ دریای طبرستان دیده می‌شود.

، گذشته از آن نام دریای تبرستان به دلیل مجاورت دولت تبرستان به آن بوده است، نام‌های جرجان، ساری، خراسان، گیلان که زمانی بر روی این دریا بوده است، همگی به مناطقی از تبرستان باستانی (که مازندران امروزی باقیماندهٔ آن است) برمی‌گردد. به اعتقاد عنایت‌الله رضا، اصلاً سرزمین شمال ایران، در طول تاریخ نام مازندران نداشته، بلکه نخست «تپوران» و بعدها در دوره اسلامی «طبرستان» نامیده می‌شده است. درحالی که مازندران نام ناحیه‌ای در شرق سیستان در شمال هند و در نزدیک ناحیه رود سند بوده است. مأخذ قدیمی‌تری مانند «معجم البلدان» یاقوت حموی در این باره به صراحت می‌نویسد: «من بسیار تلاش کردم تا ببینم نام مازندران از کجا بر این ناحیه در شمال ایران وجود داشته و هرچه گشتم، دلیلی بر این کار پیدا نکردم. معلوم است که این نام، نوساخته است.» همچنین در کتاب «تاریخ طبرستان»، ابن اسفندیار نیز می‌گوید: «نام محدث است.» به اعتقاد او بدین ترتیب نام دریای مازندران به عنوان نخستین نام برای دریای شمال ایران منتفی است.

### قزوین
بحر قزوین یکی از نام‌هایی است که در دوران اسلامی برای نامیدن دریای مازندران از آن استفاده می‌شد. منطقه قزوین در دوران اسلامی دارالمرز نامیده می‌شد و این ناحیه جز آخرین فتوحات مسلمانان به‌شمار می‌رفت و فتوحات اعراب تا قزوین ادامه داشت و در قزوین متوقف شده بود. به گفته مورخین صدر اسلام همچون مسعودی و بلاذری در عهد قدیم شهر قزوین را کشوین می‌نامیدند. شهر امروزی قزوین معرب کشوین می‌باشد. به اعتقاد برخی محققین نام کشوین همچون کاشان با نام قوم کاشی مرتبط می‌باشد. به اعتقاد برخی محققین قزوین عربی شده از کاسپین است و کاسپین جمع یا لاتین شده کاسی است. این نام امروزه از سوی کشورهای عربی و در زبان اردو به شکل بحر القزوین و بحیره قزوین به کار می‌رود. حمدالله مستوفی نوشته است که قزوین عربی شده کشوین یا کچ بین است. اما این نظر را زبانشناسی امروزی تأیید نمی‌کند زیرا هیچ سند دیگری نیز این نظر را نیاورده است اما در متون فارسی و در شاهنامه از کاس و کوس و کاسی سخن به میان آمده است؛ و برتولت معتقد است کاسپین جمع کاسی است. کاسپین نامی است که از دوره هرودوت همواره در متون لاتین برای دریای شمال ایران بکار رفته است. در متون روسی کاسپ هم آمده است.

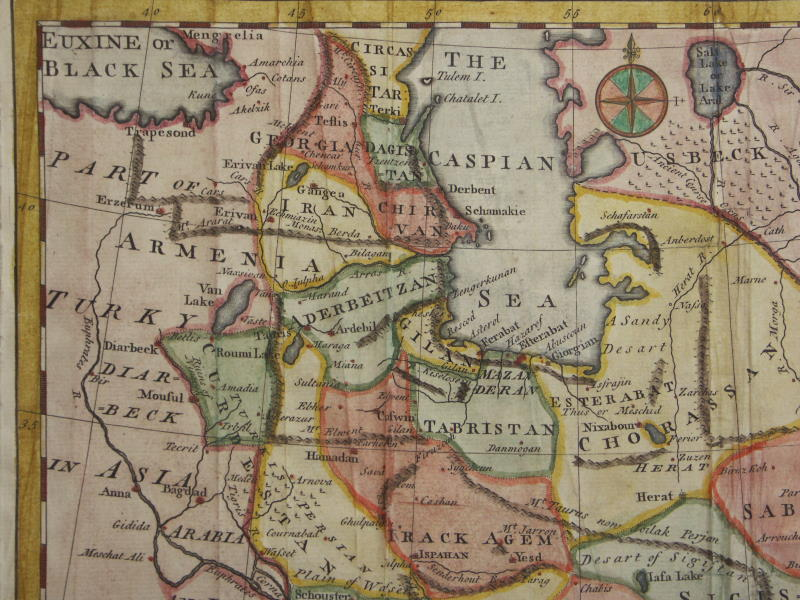
نقشه ای قدیمی که نشان می‌دهد نام کاسپین و کفوین/کسوین (قزوین) یکی نیستند.

### گیلان
کهن‌ترین سندی که در آن از دریای شمال ایران به نام دریای گیلان نام برده شده، کتاب مفقوده «خوتای نامگ» نگارش یافته در سده‌های ششم تا هفتم میلادی یعنی در سال‌های پایانی پادشاهی سلسله ساسانیان بوده است. پس از حدود ۴۰۰ سال بعد از نگارش کتاب خوتای نامگ، فردوسی در شاهنامه از طریق ترجمه متن زبان پهلوی خدای نامه به زبان نثر فارسی دری، به تنظیم شاهنامه دست‌زد و در دو بیت از دریای شمال ایران به عنوان دریای گیلان نام برد.
| ز دریای گیلان چن ابر سیاه   |  | دُمادُم به ساری رسیده سپاه |
| ز یک سو به دریای گیلان رهست |  | چراگاه اسپان و جای نشست  |

### دریای مازندران

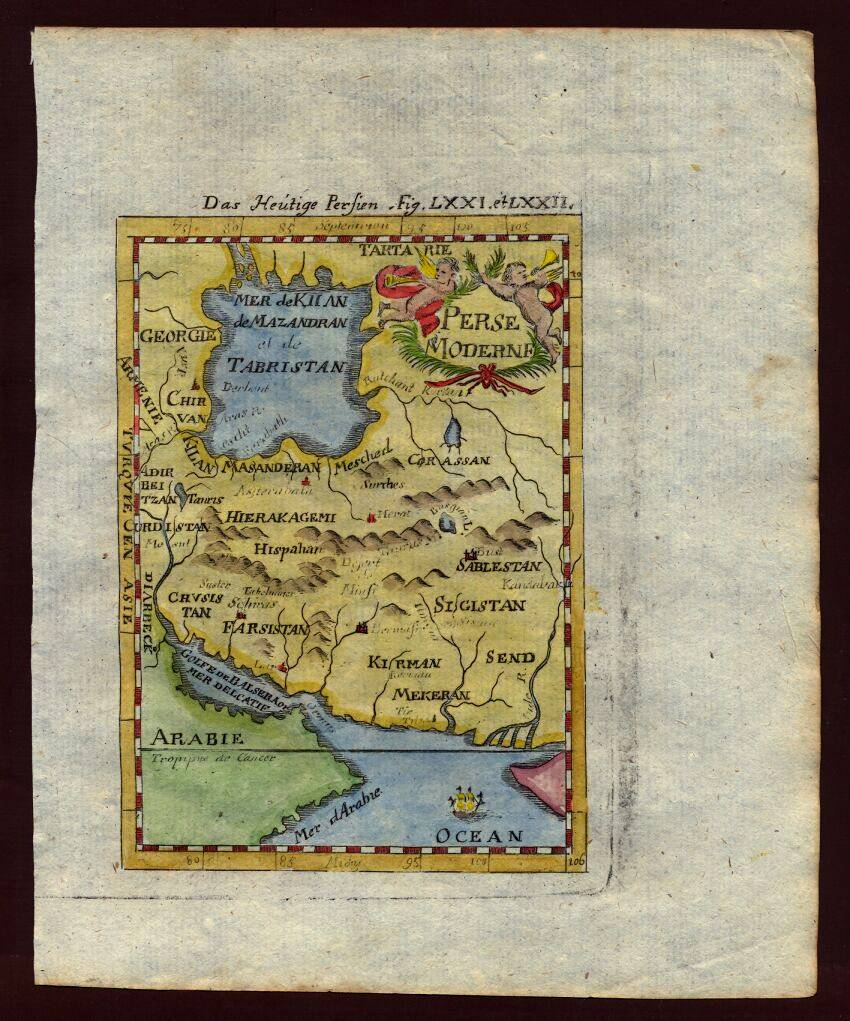
عنوان همزمان نام مازندران و تبرستان بر روی یک نقشه قدیمی

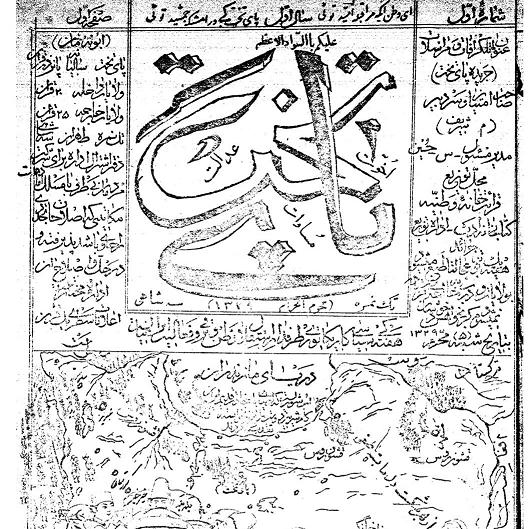
روزنامه پایتخت محرم ۱۳۲۹ (دی ماه ۱۲۸۹)

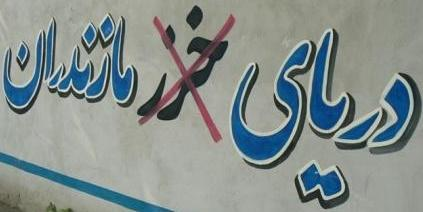
درون یک پلاژ تفریحی در فرح‌آباد (ساری)

نخستین بار حکیم زجاجی شاعر قرن هفتم در کتاب همایون نامه به نام دریا مازندران اشاره می‌کند و پس از وی حافظ ابرو مورخ قرن هشتم در کتاب زبدة التواریخ به نام دریا مازندران اشاره می‌کند.
به اعتقاد عنایت‌الله رضا هیچگاه در متون و آثار مورخان و جغرافی نگاران این دریا، مازندران نام نداشته است. ایرانیان تنها مردمی هستند که از ۷۰ سال پیش این دریا را مازندران می‌نامند. در حدود سال ۱۳۱۶ نام مازندران بر این دریا نهاده شد. این در
اما بر اساس مجله پیام دریا مهر و آذر ۱۳۸۳ نام مازندران در ادبیات اسطوره‌ای بسیار قدیمی است اگرچه به درستی مشخص نیست دریای مازندران به عنوان یک پدیده جغرافیایی از چه زمانی مرسوم شده است. اما در اولین نقشه‌های مهندسی ایرانی در دوره قاجار نام دریای مازندران در کنار خزر قرار گرفته است؛ و ظاهراً واژه نگهبان دریای مازندران به صورت اسطوره‌ای در «شبرنگ نامه»، کتاب حماسی سده هفتم هجری، در اشاره به یک خدای مانند آپلو یا ابوالهول در افسانه‌های یونانی از آن یاد شده است؛ و عده‌ای پیکره سنگی بابا داوود عنبران را مصداق همان نگهبان دریای مازندران دانسته‌اند.
- به راه اندرون کوه‌های بلند فرازش یکی کهنه سنگ نژند
- زبر کوه بیند کران تا کران نگهبان دریای مازندران.

در آثار جغرافیایی که از عهد ساسانی و نخستین سده‌های اسلامی بر جام مانده است نامی از مازندران نیست؛ مثلاً در نوشته جغرافیایی ارمنی که بعضی آن را به موسس خورناتسی تاریخ‌نگار ارمنی سده ۵ میلادی و گروهی به آنانیا شیراکاتسی جغرافیدانان ارمنی سده ۷ نسبت داده‌اند و در آن به معرفی سرزمین، شهرها و شهرستان‌های ایران پرداخته شده نامی از مازندران نیست. در آثار جغرافیایی سده‌های نخستین اسلامی از جمله صورالاقالیم ابوزید بلخی، المسالک و ممالک ابن خردادبه، کتاب الجعفر قدامه بن جعفر، مسالک و ممالک اصطخری، صوره الارض ابن حوقل، البلدان ابن فقیه و حدودالعالم نامی از مازندران نیست. در آثار قرون ۱–۴ قمری از جمله فتوح البلدان بلاذری، تاریخ سنی ملوک الارض حمزه اصفهانی و تاریخ طبری نامی از مازندران نیست. از سده ۵ اشاره‌هایی به آن شده ولی مازندران مورد اشاره فردوسی و گردیزی هیچ ارتباطی به مازندران کنونی بین گرگان و گیلان ندارد. فردوسی آن را در کنار هند و گردیزی و سیستانی در یمن و شام می‌دانند. فردوسی جایگاه فریدون و نواده اش منوچهر را ساری و آمل و تمیشه نوشته است ولی هنگام صحبت پیرامون جایگاه آنان به دریای گیلان اشاره کرده ولی نامی از مازندران در این منطقه نبرده است.
| چو آمد به نزدیک تمیشه باز |  | نیا را به دیدار او بد نیاز |
| ز دریای گیلان چ ابر سیاه  |  | دمادم به ساری رسید ان سپاه |
| همه گیل مردان چو شیر یله  |  | ابا طوق زرین و مشکین کله   |

همچنین فردوسی در شاهنامه در دوران لشکرکشی اعراب به ایران در زمان یزدگرد سوم به اقوام طبری در مازندران اشاره می‌کند:
| چو می‌روی طبری و چون ارمنی   |  | به جنگ‌اند با کیش آهرمنی    |
| چو کلبوی سوری و این مهتران  |  | که گوپال دارند و گرز گران  |
| همی سر فرازند که ایشان کیند |  | به ایران و مازندران برچیند |

ظهیرالدین مرعشی در کتاب تاریخ طبرستان و رویان و مازندران می‌نویسد: حد طبرستان از طرف شرقی دیناره‌جاری و از طرف غربی ملاط که آن قریه شهر هوسم که اکنون به فرضه روده‌سر اشتهارد دارد. حد مازندران از طرف شرقی بیشه انجدان می‌باشد و از طرف غربی ملاط می‌باشد. حد گرگان حالیا که به استرآباد مشهور است و اصلاً دهستان می‌گفتند شرقی دیناره جاری است که حد شرقی تمام طبرستان است و غربی انجدان که حد شرقی مازندران است. به گفتهٔ ظهیرالدین مرعشی مازندران بخشی از طبرستان است و سرزمین طبرستان، گرگان و مازندران هر دو را در بر می‌گرفت.
به نوشته صادق کیا مازندران شاهنامه طبرستان نیست بلکه سرزمینی ست جدا از ایران با مردمانی ناایرانی. در بخش تاریخی شاهنامه دو مورد به مازندران اشاره شده که مؤید جدایی مازندران از ایران به ویژه طبرستان است.
از سده ۵ کم‌کم نام مازندران در مناطق شمال ایران ظاهر شد. با انتشار این نام مازندران تدریجاً جایگزین طبرستان شد تا جایی که در قرن ۷ یاقوت حموی را طبرستان را سرزمینی در مازندران نامید. او می‌نویسد که نوانتسه این نام را در کتاب‌های پیشینیان نیافته، و این سرزمین را میان ری و قومس و دریای دیلم و گیل واقع است.
ابن اسفندیار می‌گوید این نام از زمان‌های اخیر جای طبرستان متداول شده است. او منسوب این ولایت را «موزاندرون» می‌داند، چرا که موز کوهی ست که از گیلان تا به لار و قصران کشیده شده است و تا جاجرم، یعنی این درون کوه موز است.
سید ظهیرالدین مرعشی نام مازندران را نوساخته و جدید می‌داند و می‌نویسند ازمار نام کوهیست که از گیلان تا لار و قصران کشیده شده است و درون دیواری را که مازیار دستور ساختن اش را داد مازندرون می‌گفتند.
برخی مازندران را برگرفته از نام مازندر که در پهلوی به نام بزرگ است و برای برخی دیوان به کار می‌رفته است می‌نامند. نام «دریای مازندران» برای اولین بار در سال ۱۲۱۴ هجری قمری در یک نقشه که توسط محمدرضا قره چی داغی تهیه شده است به صورت پرانتز در کنار نام خزر قرار گرفته است و از آن زمان مرسوم شده است.

## دیگر نام‌ها
- دریای باکو: در قرون وسطا توسط بعضی اروپاییان باکو گفته می‌شد[۵۱]
- دریای گرگان (هیرکانی): دریای هیرکانی (هیرکانیا) که در منابع یونانی و لاتین (Hyrcania Maro) آمده به‌طور مثال هرودوت. هیرکانی یونانی‌شدهٔ وُرکان (گرگان) است.
- دریای فراخ‌کرت (وُئوروکَشَ): در اوستا از دریایی به نام وُئوروکَشَ نام برده شده که در نوشتارهای پارسی میانه از آن با نام فراخ‌کرت یاد شده است. فراخ‌کرت در زبان پارسی میانه به معنای فراخ بریده است. فراخ یعنی وسیع و کرت Kart چند معنی دارد معنی رایج آن که امروزه کاله هم تلفظ می‌شود یعنی یک بخش زمین یا باغچه که از بخش‌های دیگر بریده و جدا شده است؛ مثلاً یک زمین محصور شده شالیزار را می‌توان کرت شالیزار نامید. ابراهیم پورداود احتمال داده فراخ‌کرت همان دریای مازندران باشد. مهرداد بهار این فراخ‌کرت را با اقیانوس هند یکی دانسته است. جهانشاه درخشانی فراخ‌کرت را همان خلیج فارس می‌داند.
- دریای آبسکون: پس از شکست سلطان محمد خوارزمشاه از چنگیزخان‌مغول، او به جزیرهٔ آبسکون در دریای آبسکون گریخت.[۵۲]
- دریای ساری: برخی از اقوام مازندران و گلستان از دریای مازندران، دریای ساری هم یاد کردند.
- دریای دیلم یا دیلمستان: امروزه به کار نمی‌رود.
- دریای کبود (زَراه اَکفوده). در معجم البلدان آمده است: … و حمزة اصفهانی نوشته است: اسم آن به فارسی" زراه أکفودة " و با "أکفودة دٍریاً است و ارسطو گفته است أرقانیا (هیرکانی-گرگان) بعضی گفته‌اند خوارزم. بعضی خراسان و دیلم و بعضی جیلان گفته‌اند.
- دریای خراسان در زمان حکومت طاهریان در خراسان و اتحاد و یگانگی آن‌ها با علوبان تبرستان و چیرگی قلمرو خراسان تا بخش‌های شرقی دریا، بدین نام شهرت یافت.

## انتقادها

### انتقاد به نام قوم مهاجم خزر
پنجم ژوئیهٔ سال ۵۲۷ میلادی که بر پایهٔ برابر گذاری‌های گاهشماری، همان ۱۴ تیر ماه خورشیدی است، قباد ساسانی توانست قوم خزر را که به خاک ایران زمین وارد شده بودند، تا آنسوی رودخانه ولگاه براند. در چنین روزی قباد ساسانی، فرمان داد تا شهر دربند و دژ دربند بازسازی شود. این دژ شهر که هنوز نام پهلوی بر خود دارد و در جمهوری داغستان روسیه واقع است شمالی‌ترین مرزبانی ایران در زمان ساسانیان بوده است، جایی میان دریای کاسپین و کوه‌های قفقاز در میانه یک تنگه. بنابر کتیبه پهلوی که بر دیوارهای سنگی این شهر نصب است، دژ دربند به فرمان خسرو انوشیروان، ساخته می‌شود تا جلوی تازش اقوام شمالی گرفته شود و قباد، پسر خسرو انوشیروان، پس از واپس راندن خزرها، در پیروز نامه‌ای که بر سنگ‌های شهر دربند نقش است داستان این پیروزی و فرمانش به بازسازی را نقل کرده است. خزرها یکی از حکومت هائی هستند که در شمال قفقاز نزدیک به ۵۰۰ تا ۶۰۰ سال همسایه تاریخی ایران بودند. از اقوام آلتائی هستند. خزرها بازمانده قوم هون هستند که از شمال چین یک حرکت بزرگ را آغاز کردند تا به قلب اروپا رسیدند. خزرها بخشی از قوم هون هستند که در این حرکت بزرگ در قفقاز شمالی یا جنوب روسیه امروزی ماندگار شدند. این قوم مهاجم و هم‌مرز با ایران همواره پدیدآور درگیری‌های مرزی بودند. دژ دربند دژ سنگی و استوار در بند تنها برای پیشگیری از چنین تازش هائی ساخته شد؛ بنابراین دژ شهر دربند یک جایگاه استراتژیک بوده برای مهاجمان. شهری ایرانی که یکی از زیباترین شهرهای تاریخی جهان به‌شمار می‌آید. آن اندازه زیبا که توسط روس‌ها به عنوان میراث معنوی و فرهنگی به ثبت جهانی رسیده است. هنوز هم می‌توان خانه‌هایی به دیرینگی ۷۰۰ و ۸۰۰ و حتی هزار سال را در این شهر دید و هنوز هم هرچند شمارشان رو به کاهش گذاشته اما مردمان شهر پهلوی زبان هستند. تا سالیان پیش تات‌ها بیشترین جمعیت این شهر را دربرداشتند. تات‌های پهلوی زبان که زبان شمال باختری ایران را داشتند و این بدان معنا است که پس از گذشت چیزی نزدیک به هزار و چهارصد سال آن‌ها زبان ایرانی خود را پاس داشتند. این روزها از کتاب‌های درسی گرفته تا رادیو و تلویزیون دریای شمال ایران خزر نامیده می‌شود. واژه خزر بر این دریا که مالکش دست کم تا پیش از پیمان نامه‌های ننگین ترکمان چای و گلستان ایران بوده آیا تعبیری جز قوم مهاجم خزر دارد؟ قومی که برای جلوگیری از تاخت و تازشان بر میهن، جلویشان دیوار کشیدیم، زنجیر بستیم، جنگیدیم، و کشته دادیم. واژه خزر هیج معنایی جز یادآوری قوم مهاجم خزر ندارد. نمونه آن دریای شمال ایران است که همواره به نام مردمان ایرانی که در کنارش می‌زیسته‌اند، دریای مازندران، دریای کاسپین، دریای تبرستان، دریای تپورستان خوانده شده است. اصلاً واژه خزر هیچ پیشینه تاریخی ندارد. بی‌گمان باشید که باستان شناسان، تاریخ دانان، زبان شناسان و دیگر کار آمدان این سرزمین، بر این باورند که خزر نه تنها ایرانی نیست بلکه تاریخی هم نیست. نام کاسپین ایرانی را که همه جهان به رسمیت شناخته کشور ایران به رسمیت نشناخته است. اداره یکسان‌سازی نام‌های جغرافیایی کشور ایران چند سال پیش نام خزر غیر ایرانی را برای نامیدن این دریا تصویب کرد. جالب است بدانید که بر سکه‌های پنج تومانی قدیمی نام دریای شمال ایران مازندران ضرب شده بود.

### خزر نام ناحیه یا قوم
در خصوص اینکه خزر نام قوم است یا نام ناحیه و اگر خزر قومیت است نژاد آن‌ها و مذهب و زبان آن‌ها چه بوده است؟ در متون کلاسیک فارسی و عربی اختلاف نظر وجود دارد. پرویز ورجاوند در مقاله‌ای تحت عنوان «دریای مازندران یا خزر» در مجله اطلاعات سیاسی اقتصادی (شماره ۱۸۸ خرداد ۱۳۸۲) ضمن مخالفت با نام دریای خزر (خزران را یک قوم مهاجم دانسته) و یادآوری نموده کهقباد ساسانی توانست قوم خزر را که به خاک ایران زمین وارد شده بودند، را تا آنسوی رودخانه ولگاه براند. وی فرمان داد تا شهر دربند و دژ دربند بازسازی شود. این دژ شهر که هنوز نام پهلوی بر خود دارد و در جمهوری داغستان روسیه واقع است شمالی‌ترین مرزبانی ایران در زمان ساسانیان بوده است، جایی میان دریای کاسپین و کوه‌های قفقاز در میانه یک تنگه. بنابر کتیبه پهلوی که بر دیوارهای سنگی این شهر نصب است، دژ دربند به فرمان خسرو انوشیروان، ساخته می‌شود تا جلوی تازش اقوام شمالی گرفته شود و قباد، پسر خسرو انوشیروان، پس از واپس راندن خزرها، در پیروز نامه‌ای که بر سنگ‌های شهر دربند نقش است داستان این پیروزی و فرمانش به بازسازی را نقل کرده است. دژ شهر دربند یادگار تات نشینان است و به عنوان میراث معنوی و فرهنگی به ثبت جهانی رسیده است. هنوز هم هرچند شمارشان رو به کاهش گذاشته اما مردمان این شهر پهلوی زبان و تات هستند.
برای پرویز ورجاوند و مجله اطلاعات سیاسی اقتصادی پاسخی ارسال شد که همان موقع در روزنامه مردم سالاری مرداد ۱۳۸۲ و سپس در مجله علمی اقتصادی پیام دریای ۱۳۱–۱۳۳ مهر و آذر ۱۳۸۳ چاپ شد و به شبهه‌های مخالفان نام دریای خزر پاسخ داده و اختلاف‌های متعدد و متضادی که در روایت‌ها و مکتوبات در مورد خزران وجود دارد را یادآوری نموده و نوشته است مراجعه به کتاب مجموعه عهدنامه‌های تاریخی ایران یا آرشیو اسناد وزارت خارجه نشان می‌دهد که نام دریای خزر در تمام متون فارسی قراردادها (حدود ۲۰ عهدنامه) و ازجمله عهدنامه‌های شاهطهماسب ۱۷۳۲ با پتر کبیر و عهدنامه نادرشاه ۱۷۳۵ (حتی یادداشتها و تفاهم نامه‌های بعد از انقلاب اسلامی) فقط با نام‌های بحر خزر، و در لاتین با کاسپین ثبت شده است. در مورد دریای شمال ایران اگر چه بیشتر از ۴۰ نام دیگر برای آن به‌طور موردی مانند گرگان – گیلان - حوض فارس، بحر جیلان، طبرستان، خراسان، خوارزم، کادوس، هیرکان، ساری، تیپر، بحر الاعاجم (عجم‌ها)، و … بکار رفته ولی همواره نام غالب همان کاسپین (متن‌های اروپایی) و خزر (در متن‌های عربی- فارسی - ترکی) در بیشتر متن‌های عربی (عربی شده کسپین) به شکل قزوین و قزبین ثبت شده است. به‌طور یقین نام «مازندران» بسیار کهن و در متون قدیمی به ویژه در شاهنامه مکرر و بیشتر از ۹۰ بار به‌کاررفته اما نباید آن را با نام «دریای مازندران» یکسان دانست. نام «دریای مازندران» برای اولین بار در سال ۱۲۱۴ هجری قمری در یک نقشه که توسط آقای محمدرضا قره چی داغی تهیه شده است به صورت پرانتز در کنار نام خزر قرار گرفته است و از آن زمان مرسوم شده است و بر سکه‌های پنج تومانی قدیمی نام دریای مازندران ضرب شد.
اما در مورد کسپین و کاسی اختلاف و تضادهای زیادی در مورد پیشینه آن‌ها نیست آن‌ها قومی آریایی و ماقبل دوره پارسها بوده‌اند بعضی توصیفاتی که از آن‌ها شده آن‌ها را بسیار شبیه به قوم ماد می‌نماید. در شرایطی که بعلت غفلتهای رسانه‌ای، توده‌های مردم ایران از قوم کاسی و کاسپین هیچ اطلاعی نداشتند؛ و کار رسانه‌ای هم نشده بود کمیته یکسان‌سازی نام‌های جغرافیایی در شرایطی نبود که به یکباره نامی مغفول مانده و ناشناخته در زبان فارسی رارسمی نماید.
نام کاسپین اگرچه در همه جهان رسمیت دارداما در ایران تنها از سال ۱۳۸۲ این نام وارد ادبیات فارسی گردید. تا قبل از آن هیچگونه کار مطالعاتی آکادمیک در مورد ریشه نام کاسی‌ها نشده بود.
.
علی‌رغم اینکه در یکی دو کتاب در دوره پهلوی در خصوص خزران و قوم کاسی مطالعاتی انجام شده بود اما اطلاع‌رسانی نشده بودو بخش دانشگاهی ایران نیز گمان می‌کرد که کاسپین یک واژه بیگانه است؛ و درک دقیقی از سوابق این نام نداشتند.

## در نقشه‌ها

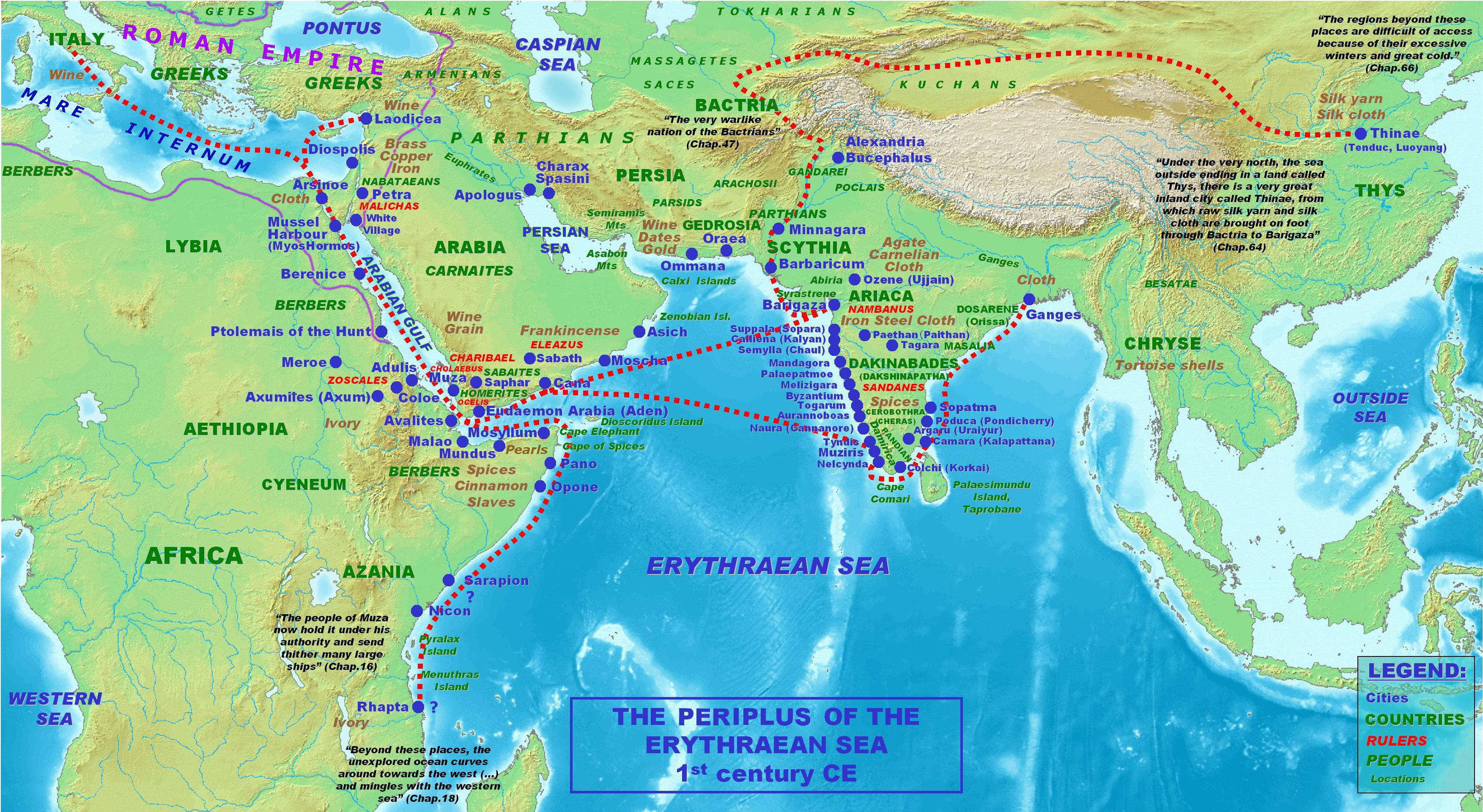
نقشه برگرفته از سفرنامه پریپلوس ۵۰ م. دریای اریترا+ پرشن دریا+ دریای کاسپی

در کهن‌ترین نقشه‌های جهان که موقعیت این پهنه در آن‌ها آمده، چون نقشه هکاتوس (مربوط به ۵۰۰پ. م) و نقشه معروف آراتوتس (۲۰۰پ. م) همه جا نام این دریا برگرفته از نام کاسپین است. پلینی و سفرنامه پریپلوس دریای اریتره نیز کاسپین بکار برده است. در متن‌های دانشنامه‌های روسی همه‌جا از این پهنه با نام کاسپیس کویه موره یاد شده است. جالب اینکه ترک زبانان جمهوری آذربایجان وقتی به ترکی نوشته‌اند از آن با نام خزر دنیزی یاد کرده‌اند و وقتی به روسی مطلبی نوشته‌اند به همان صورت کاسپین کویه موره از این دریا نام برده‌اند.

## نام این دریا در زبان‌ها و کشورهای جهان
در تمام کشورهای اروپائی و آمریکائی و بعضی از کشورهای آسیایی و آفریقایی آن را «دریای کاسپین» می‌نامند. چند کشور ترک‌زبان مثل ترکیه، ترکمنستان و جمهوری آذربایجان آن را دریای خزر Hazar Denizi می‌خوانند. در بین کشورهای عربی نیز از دو سه قرن پیش آن را به قزوین منسوب دانسته بحرالقزوین نام نهادند.
در جمهوری آذربایجان دربارهٔ نام این دریا دوگانگی وجود دارد، به زبان ترکی آن را خزر دنیزی و به روسی آن را به روسی (kaspiskore more) دریای کاسپین معرفی می‌کنند.
در نقشه‌های ایرانی نیز از نام‌های تپورستان (پس از اسلام به طبرستان تبدیل شد)، جرجان (پیش از اسلام گرگان و هیرکانی بود) و در برخی موارد نام‌هایی چون: آبسکون، زادراکرتا و… یادشده و در ۲الی ۳ قرن اخیر نیز خزر جایگزین آن شده و امروزه در ایران نام رسمی در داخل ایران خزر و در خارج ایران دریای کاسپین است. در بقیهٔ کشورهای فارسی‌زبان مثل تاجیکستان و افغانستان از دریای کاسپین استفاده می‌شود.
در افغانستان و تاجیکستان کلمات قزوین و کاسپی استفاده می‌گردد و در پاکستان فقط از نام قزوین استفاده می‌شود. در کردستان نیز از کلمهٔ کاسپین با املای کاسپیه‌ن استفاده می‌شود.
در آفریقای جنوبی یا زبان آفریکانس «کاسپیس»، در کشورهای عربی رسماً «بحر قزوین» (عربی شده کاسپین) بکار می‌رود، در زبان کاتالا «کاسپیا»، در زبان دانمارکی «کاسپیسکه»، در آلمانی «کاسپیشز»، در انگلیسی «کاسپین»، در اسپرانتو «کاسپیو»، در اسپا نیایی «کاسپیو»، در زبان استی «کاسپیا»، در فرانسوی «کاسپین»، در پنجابی «کسپیئن»، در زبان پرتقالی «کاسپیو»، در رومانی «کاسپیکا»، در قزاقی «کاسپین»، در سومالی «کاسپین/قزوین»، در اردو «بحیره قزوین»، در روسی «کاسپین»، در کُردی «دریای کاسپیه ن»، در
تالشی «کاسپی دییو»، در گیلکی «کاسپیأنٚه گٚر»، در مازندرانی «مازرون دریو»، در ترکمنستان «خزر»، در جمهوری آذربایجان «خزر»، در ترکیه «خزر»، در ایران «خزر یا مازندران یا کاسپین».

## نگارخانه

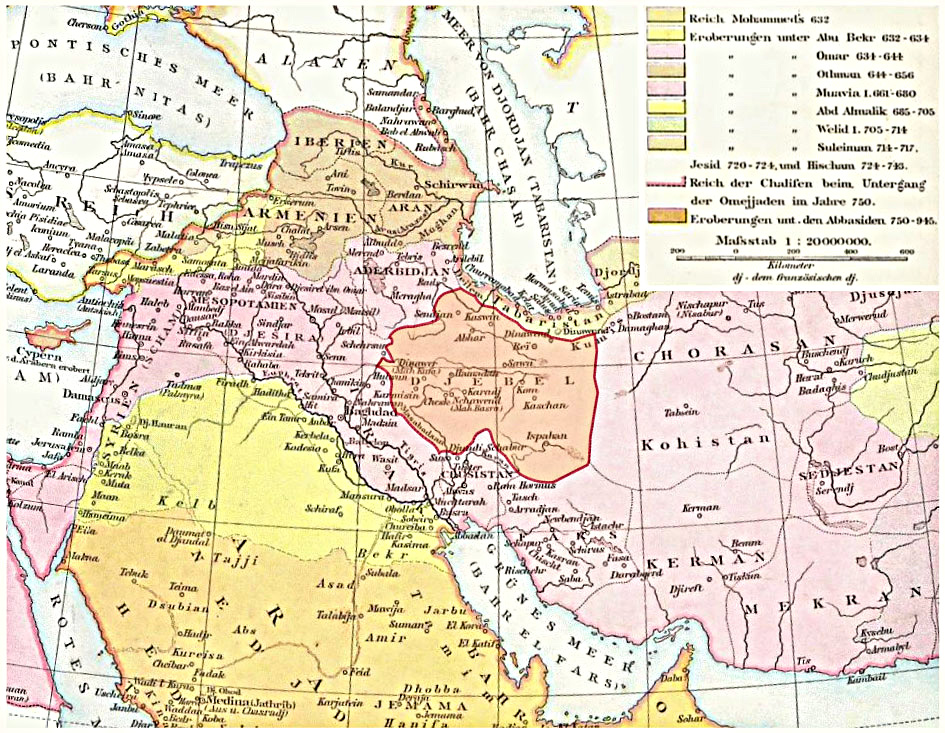
۱۸۸۶: دریای جرجان و طبرستان
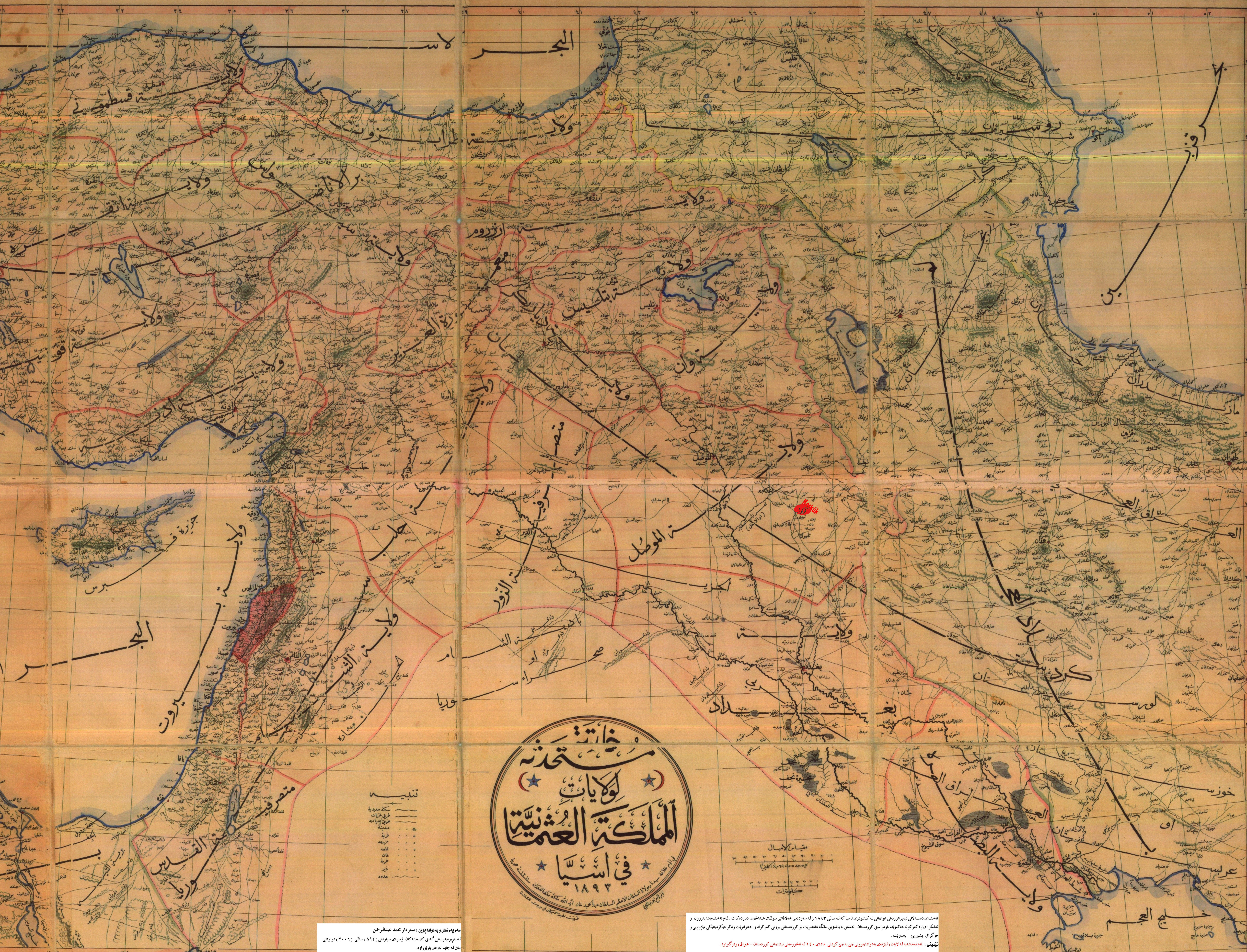
عربی: قزبین
اواخر دوران قاجار: خزر
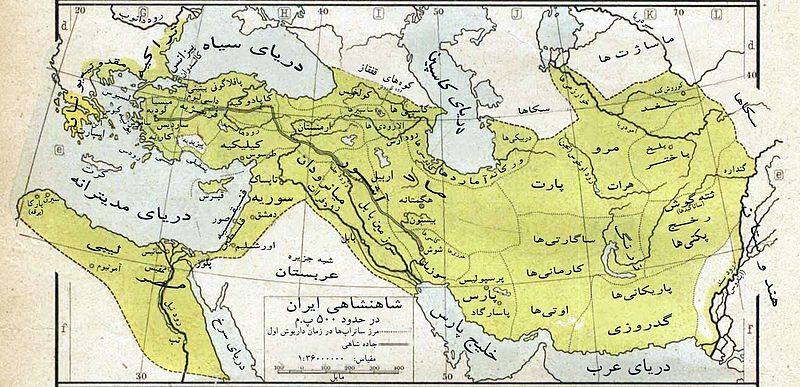
نقشهٔ چاپ شده در ۱۹۲۳ که در آن دریای مازندران را با نام کاسپین نگاشته‌اند
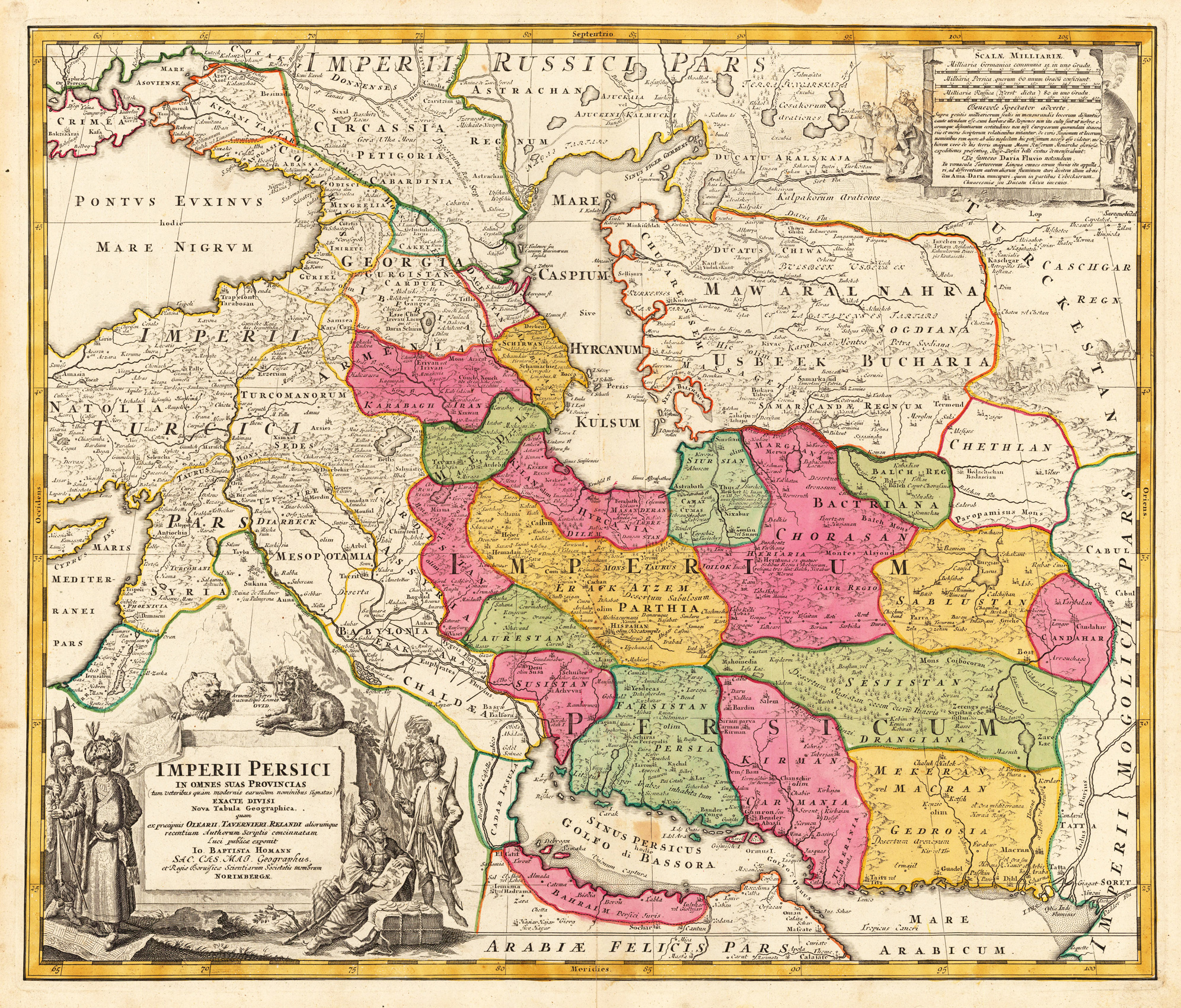
به انگلیسی (۱۷۰۰تا۱۷۲۰میلادی):هیرکانیا (به فارسی: ورکانه) و کاسپین
زبان لاتین (۱۶۸۹): دریای آمارد
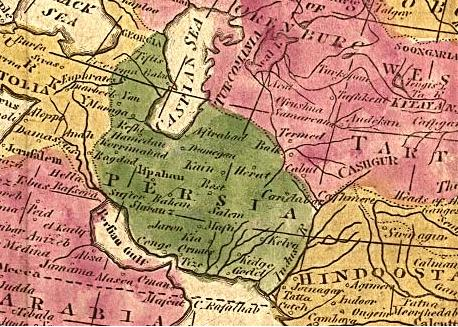
انگلیسی در (۱۸۰۸): کاسپین
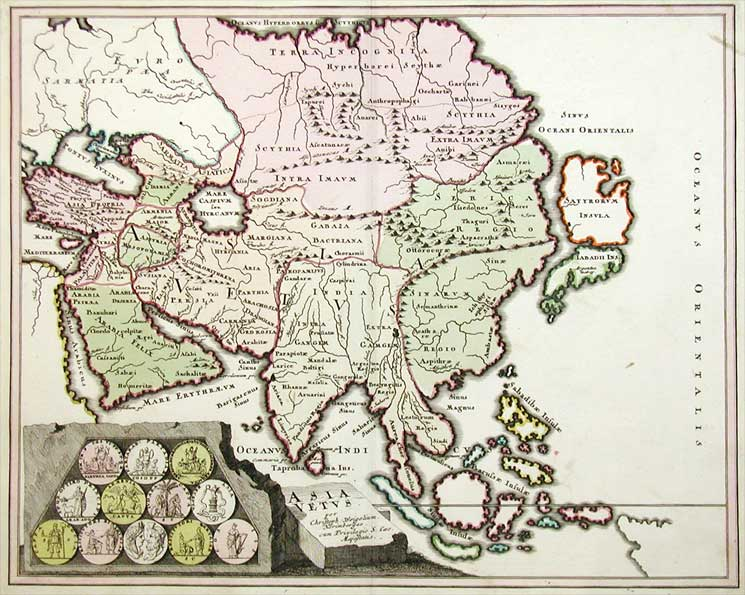
انگلیسی (۱۷۱۹):هیرکانیا (به فارسی: ورکانه)
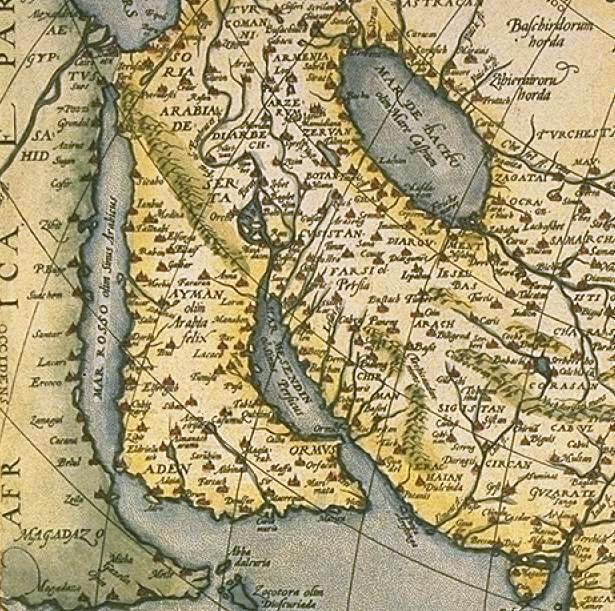
انگلیسی (۱۵۸۰):دریای آمارد
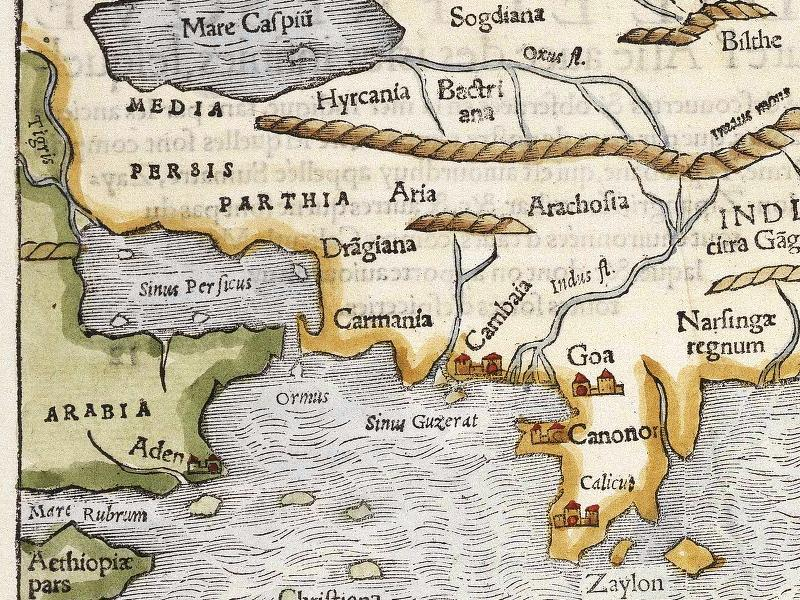
فرانسوی mare cafpiu: دریای کاسپین